# بيتر إلسون
بيتر إلسون هو سياسي كندي، ولد في 18 يناير 1839، وتوفي في 11 يونيو 1913. حزبياً، نشط في حزب كندا المحافظ. وقد انتخب عضو مجلس العموم الكندي.